# Roxio
Roxio — американська програмна компанія, спеціалізується на розробці споживчих цифрових медіа-продуктів. Його лінійка продуктів включає інструменти для створення проектів цифрових медіа, програмного забезпечення для перетворення медіа та систем розповсюдження контенту. Компанія сформувалася як відділ програмного підрозділу Adaptec у 2001 році та придбала MGI Software у 2002 році. 
Sonic Solutions придбав Roxio  у 2003 році, а в 2008 році придбав Simple Star  та CinemaNow.  Корпорація Rovi придбала Sonic Solutions у 2010 році, але в січні 2012 року Rovi оголосила, що продасть Roxio канадській програмній компанії Corel.   Це придбання було закрито 7 лютого 2012 р. 

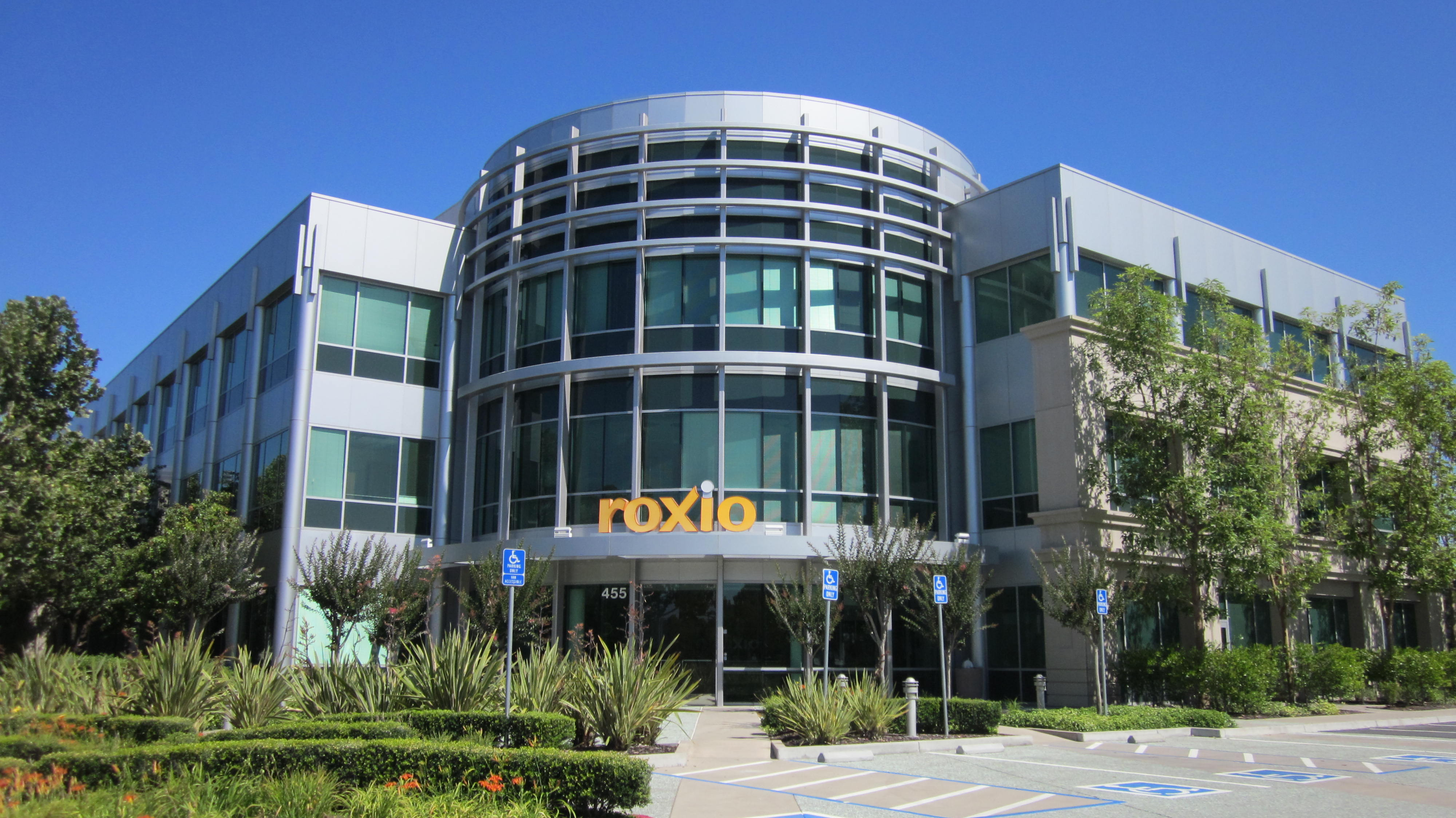
Колишній штаб-квартира Roxio в Санта-Кларі, штат Каліфорнія

## Продукти
- Roxio Creator
- Roxie Toast
- Легкий VHS на DVD
- Легкий LP в MP3
- Попкорн
- DVDitPro
- PhotoShow
- RecordNow
- Повернутися на правильний шлях
- Легка копія DVD
- MyDVD
- Ретроспектива
- Захоплення гри Roxio
- Roxio Game Capture HD Pro

## Зовнішні посилання
- Офіційний сайт